# Шваниц, Вольфганг
Во́льфганг Шва́ниц (нем. Wolfgang Schwanitz; 26 июня 1930, Берлин — 1 февраля 2022, Берлин) — немецкий государственный деятель. В 1986—1989 годах занимал должность заместителя министра государственной безопасности ГДР, в 1989—1990 годах — глава Ведомства по государственной безопасности ГДР.

## Биография
Сын банковского служащего, учился в средней школе, но не окончил в связи с окончанием войны. Провёл детство в основном в приюте, поскольку отец умер рано. В 1949—1951 годах учился на торгового служащего. С образованием ГДР Шваниц вступил в Союз свободной немецкой молодёжи и Объединение свободных немецких профсоюзов. С 1950 года состоял членом Общества германо-советской дружбы. В 1953 году вступил в СЕПГ, участвовал в работе кружка по изучению биографии И. В. Сталина. В 1951 году был принят на работу в Министерство государственной безопасности ГДР и возглавлял подразделение в берлинских районах Панков и Вайсензе. В 1956 году был назначен заместителем, а в 1958 году — начальником 2-го отдела (Контрразведка) в Управлении Большого Берлина. В 1960—1966 годах учился заочно в Берлинском университете, получил диплом юриста, в 1973 году защитил докторскую диссертацию в Высшей юридической школе МГБ ГДР в Потсдаме на тему «Борьба с враждебными явлениями среди молодёжи».
В феврале 1974 года стал преемником генерал-майора Эриха Вихерта на должности начальника окружного управления МГБ ГДР по Берлину и оставался на этой должности до 1986 года. В 1984 году получил звание генерал-лейтенанта госбезопасности и в 1986 году переведён на работу в министерство. До ноября 1989 года занимал должность заместителя министра, отвечал за оперативное обеспечение и техническое оснащение. В этой должности вёл борьбу с правозащитниками ГДР Бербель Болей, Верой Ленгсфельд и Райнером Эппельманом. В октябре 1983 года предотвратил их протестную акцию против ядерного вооружения, введя силы полиции. Разрабатывал детальные планы по развёртыванию двенадцати районных отделений Штази при оккупации Западного Берлина, которые бы организовали «задержание, изоляцию и интернирование враждебных сил на основе имеющихся документов».
18 ноября 1989 года Вольфганг Шваниц был назначен в правительстве Модрова начальником Ведомства по национальной безопасности, которое стало преемником Министерства государственной безопасности ГДР. Одновременно вошёл в состав Совета Министров ГДР. На секретном совещании в конце ноября 1989 года Шваниц заявил, что задачей Штази является в первую очередь «эффективная поддержка правительства и руководства партии в преодолении опасных явлений в нашем обществе», и для этого отдал приказ о внедрении в гражданское движение внештатных сотрудников МГБ ГДР. 14 декабря 1989 года Шваниц был отправлен в отставку, а 11 января 1990 года решением Народной палаты ГДР был выведен из состава Совета Министров ГДР.
В 1971—1974 годах Вольфганг Шваниц являлся кандидатом, в 1974—1986 годах членом окружного правления СЕПГ Берлина, с 1986 года и до внеочередного съезда партии в 1989 году являлся кандидатом в члены ЦК СЕПГ. В 1963 году был награждён орденом «За заслуги перед Отечеством» в бронзе. Был одним из главных действующих лиц Общества по правовой и гуманитарной поддержке (Gesellschaft zur Rechtlichen und Humanitären Unterstützung), пытающегося произвести пересмотр исторических событий, и автором, публикующимся в издательстве Edition Ost, специализирующемся на тематике ГДР.
Умер 1 февраля 2022 года.